# William Waldo
Pour les articles homonymes, voir Waldo.
William Waldo (16 janvier 1812 - 2 novembre 1881) est un homme politique californien. Il fut candidat au poste de gouverneur de Californie en 1853.
Il a laissé son nom à une pente de l'U.S. Route 101 entre le pont du Golden Gate et Marin City, le Waldo Grade (en).

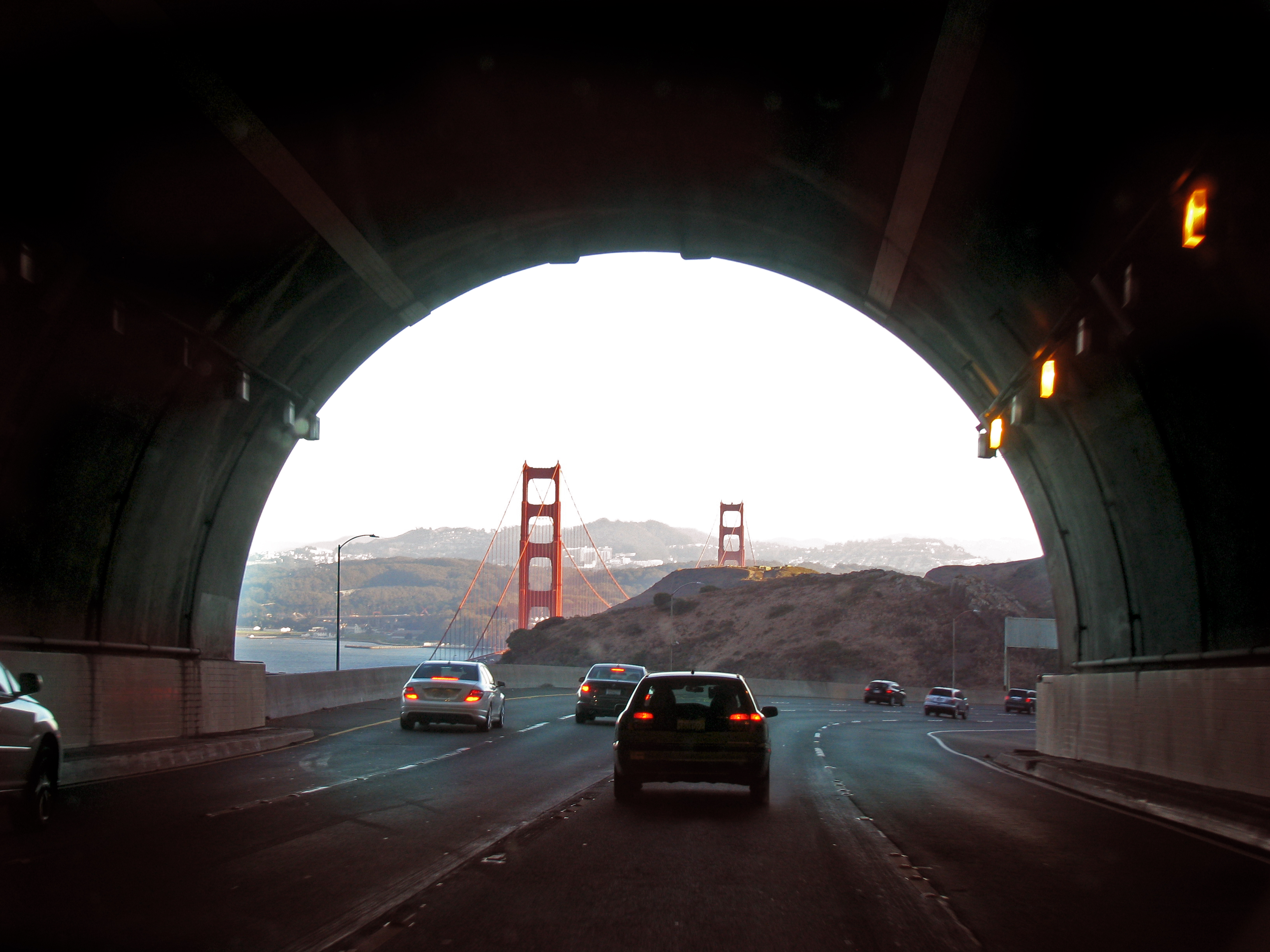
Vue du pont du Golden Gate dans la descente du Waldo Grade.